# Xian d'Anyi
Pour les articles homonymes, voir Anyi.
Le xian d'Anyi (安义县 ; pinyin : Ānyì Xiàn) est un district administratif de la province du Jiangxi en Chine. Il est placé sous la juridiction de la ville-préfecture de Nanchang.

## Démographie
La population du district était de 235 933 habitants en 1999.